# Требеше
Требеше (словен. Trebeše, итал. Trebesse) је насељено место у општини Копар, Обално-крашка регија, Словенија

## Историја
До територијалне реорганизације у Словенији било је у саставу старе општине Копар.

## Становништво
У попису становништва из 2011. године, Требеше је имало 60 становника.
| Број становника према пописима | Број становника према пописима | Број становника према пописима |
| ------------------------------ | ------------------------------ | ------------------------------ |
| 1991                           | 2002                           | 2011                           |
| 71                             | 60                             | 60                             |